# Brachygobius
Brachygobius – rodzaj ryb  z  rodziny babkowatych. Niektóre gatunki są popularnymi rybami akwariowymi. Gatunkiem typowym rodzaju jest Brachygobius doriae.

## Klasyfikacja
Gatunki zaliczane do tego rodzaju:
- Brachygobius aggregatus
- Brachygobius doriae
- Brachygobius kabiliensis
- Brachygobius mekongensis
- Brachygobius nunus – babka karłowata[3]
- Brachygobius sabanus
- Brachygobius xanthomelas
- Brachygobius xanthozonus – babka złota[4]